# Trichobranchidae
I Tricobranchidi (Trichobranchidae Malmgren, 1866) sono una famiglia di policheti..

## Tassonomia
La famiglia comprende i seguenti generi:
- Octobranchus Marion & Bobretzky, 1875
- Terebellides Sars, 1835
- Trichobranchus Malmgren, 1866

La specie tipo della famiglia è Terebellides stroemii.